# Lipůvka
Lipůvka är en ort i Tjeckien.   Den ligger i regionen Södra Mähren, i den östra delen av landet, 180 km sydost om huvudstaden Prag. Lipůvka ligger 367 meter över havet och antalet invånare är 1 135.
Terrängen runt Lipůvka är kuperad åt nordost, men åt sydväst är den platt. Runt Lipůvka är det mycket tätbefolkat, med 1 411 invånare per kvadratkilometer. Närmaste större samhälle är Brno, 16,5 km söder om Lipůvka. I omgivningarna runt Lipůvka växer i huvudsak blandskog.